# Marandeuil
Marandeuil is een gemeente in het Franse departement Côte-d'Or (regio Bourgogne-Franche-Comté) en telt 100 inwoners (2009). De plaats maakt deel uit van het arrondissement Dijon.

## Geografie
De oppervlakte van Marandeuil bedraagt 4,5 km², de bevolkingsdichtheid is dus 22,2 inwoners per km².
De onderstaande kaart toont de ligging van Marandeuil met de belangrijkste infrastructuur en aangrenzende gemeenten.

## Demografie
Onderstaande figuur toont het verloop van het inwonertal (bron: INSEE-tellingen).